# Viggo Nordlund
Viggo Nordlund, född 22 september 2006 på Ingarö, är en svensk ishockeyspelare som spelar för IK Oskarshamn i Hockeyallsvenskan, utlånad av Skellefteå AIK.

## Klubbar
- Värmdö HC J20, J20 Regional (2021/2022)
- Skellefteå AIK J20, J20 Nationell (2022/2023 – 2024/2025)
- Skellefteå AIK, SHL (2024/2025 –)
- IK Oskarshamn, Allsvenskan (2025/2026 –)